# Ахтаханов, Руслан Абуевич
Ахтаха́нов Русла́н Абу́евич (14 марта 1953, Знаменское, Грозненская область — 15 ноября 2011, Москва) — чеченский поэт, член Союза писателей России, лауреат премии имени Артема Боровика, проректор Современной гуманитарной академии.

## Биография
Руслан Ахтаханов родился в 1953 году в селе Знаменское Надтеречного района Чечено-Ингушской АССР. Окончил Московский пищевой институт. После возвращения в Чечню работал на пищевом комбинате, директором которого впоследствии стал. В свободное время писал стихи.
В 1990-е годы Ахтаханов создал в Москве собственную фирму, которая занималась производством пищевых добавок и сопутствующих товаров для больных диабетом.
Основал Демократическую прогрессивную партию, объединявшую ряд чеченских общественных деятелей, стремившихся к превращению Чечни в независимое, светское, демократическое государство. После прихода к власти в республике Доку Завгаева, партия стала оппозиционной. При Аслане Масхадове ДПП вышла из оппозиции. Некоторые члены партии получили кресла в правительстве.
Консультировал по экономическим вопросам Джохара Дудаева и Аслана Масхадова. Выполнял функции торгового представителя Дудаева в Латвии.
Был похищен и провёл 47 дней в зиндане. После плена стал более активно заниматься поэзией.
В 2009 году получил специальный приз ежегодной премии Артема Боровика «За твердую интернационалистскую позицию в жизни и творчестве». Награда была вручена за стихотворный сборник «Горжусь Чечнёй, героев подаривших миру».
Был известен тем, что выступал за сохранение Чеченской республики в составе России, чем вызывал недовольство у радикально настроенных сепаратистов.
Был убит в Москве несколькими выстрелами около полуночи 15 ноября 2011 года.

## Семья
Был женат. У него остались три дочери и сын.